# 科漢森
科漢森股份有限公司，簡稱科漢森股份，以及科漢森（丹麥語：Chr. Hansen A/S），在1874年，由已故製藥師克里斯．科漢森（1843年2月25日至1916年6月20日）於丹麥赫斯霍爾姆（總部）成立。
主要業務在全球經營生產和銷售食用益生菌、奶酪中的酶、酸奶中的菌、食用色素等。2021年，科漢森在FoodTalks发布的全球食用益生菌原料企业榜单中位列第一。
股份在2010年6月3日於哥本哈根證券交易所上市。

## 外部連結
- chr-hansen.com （页面存档备份，存于）